# Kostel Všech svatých (Řesanice)
Kostel Všech svatých v Řesanicích u Kasejovic v okrese Plzeň-jih je římskokatolický filiální kostel v kasejovické farnosti. Nachází se na návrší nad severovýchodním okrajem vesnice. Kostel byl založen v raně gotickém slohu přibližně v polovině třináctého století a patří k nejstarším stavbám okresu. V blíže neznámé době patnáctého století byl opevněn hradbou opatřenou střílnami. Dochovaná podoba kostela (zejména interiéru) je výsledkem barokních úprav v osmnáctém století. Kostel s přiléhajícím areálem hřbitova je chráněn jako kulturní památka.

## Historie
První písemná zmínka o kostele pochází z roku 1357, kdy jeho patrony byli páni ze Žasanic, kterým patřila sousední tvrz. Podle rozboru architektonických detailů připisovaných stavebním hutím nepomuckého kláštera a strakonických johanitů byl kostel založen nejspíše v prvním desetiletí druhé poloviny třináctého století. V osmnáctém století byla postavena barokní klenba a roku 1913 proběhla oprava. Během baroka byla přistavěna také předsíň a upravována márnice.
Kostel je památkově chráněn od roku 1963 a od roku 1995 byla památková ochrana rozšířena také na ohradní zeď, jižní a severní bránu, márnici a pamětní kříž.

## Stavební podoba
Jednolodní kostel má čtvercový presbytář a obdélnou loď, u jejíž západní strany stojí hranolová věž. Ta je posunuta k severozápadnímu nároží. K jižní straně věže přiléhá mladší přístavek předsíně.
Loď nejspíše měla klenutý strop už ve třináctém století. Dochovaná dvě pole raně valené klenby bez žeber jsou barokního původu. V západní části lodi se nachází dvěma poli křížové klenby podklenutá kruchta, která se do přízemí lodi otevírá dvěma tupě lomenými arkádami. Profily jejích archivolt se směrem k lodi projevují ústupky a spočívají na sloupu s polygonální římsovou hlavicí. Presbytář je zaklenutý jedním polem křížové klenby s románskými prvky a osvětlený gotickými lomenými okny s hladkým ostěním. Směrem do lodi se kněžiště otevírá masivním vítězným obloukem. Přízemí věže je valeně klenutá prostora, osvětlená téměř tři metry vysoko umístěným štěrbinovým okénkem. Původně místnost osvětlovala okrouhlá šestidílná rozeta. Její kružby byly později odsekány a celé okno překryla barokní předsíň. Do podvěží vede lomený portál s raně gotickým ostěním z kostelní lodi. Ve špaletách vstupu jsou patrné kapsy po trámové závoře.
Z valeně klenuté předsíně vede hlavní vstup do chrámové lodi. Tupě lomený portál má složité ostění tvořené pravoúhlým ústupkem s hranami upravenými do podoby průběžných prutů. Ty lemují v ústupku vložený sloupek s válcovou patkou a talířovitým prstencem místo hlavice. Druhý vstup do kostela je v jižní stěně presbytáře, kde se nachází barokní portál uzavíraný původně závorou, po níž se dochovala dvojice kapes s hloubkou 72 centimetrů. Je pravděpodobné, že před portálem stávala později zbořená sakristie.
Původní vstup na kruchtu se nedochoval, vede na ni dřevěné schodiště z předsíně. Z kruchty se vchází jednoduchým portálkem do prvního patra věže. Také zde jsou kapsy po závoře s dochovanými zbytky dřevěného obložení. Do dalších dvou pater věže stoupají dřevěná schodiště. Okna v horním patře věže bývala sdružená a do barokních úprav mívala bobulovité hlavice. Jeden ze sloupků oken je uložen v předsíni.
Dokladem fortifikační funkce kostela jsou kapsy mohutných závor u jednotlivých portálů, a k jeho bezpečnosti přispívala také klenba a nezvykle tlusté obvodové zdi, které bývají obvykle připisovány nezkušenosti stavitele. Do chrámové lodi se mohli v případě potřeby vejít nejspíše všichni obyvatelé vesnice. Menší chráněné prostory v podvěží a patře věže mohly pojmout maximální deset osob a bývaly patrně určeny pro rodiny vrchnosti.
V patnáctém století opevnění kostela doplnila hradba dochovaná v podobě hřbitovní zdi. Zeď dosahuje výšky přes dva metry a přibližně ve středu severní strany ji prolamoval nevelký obloukový portál, který může souviset se nějakou zaniklou stavbou – podle lidové tradice v jeho blízkosti stávala fara. Obranu hradby umožňovaly střílny, z nichž jedna byla částečně odkryta na západní straně. Podle fotografie z roku 1920 měly štěrbinové vyústění.
Vstup na jihozápadě není původní, ale v jeho sousedství je fragment pozdně středověkého portálu. Na opačné straně hřbitova stojí barokní márnice či kostnice. Vně hřbitovní zdi jsou terénní relikty zemního opevnění a na severní a západní straně se dochovaly zbytky valu a příkopu.

## Zařízení
Většina zařízení kostela pochází přibližně z poloviny osmnáctého století. Hlavní oltář je z roku 1754 a doplňují jej dva protějškové sochařské panelové boční oltáře a sochařský oltář svatého Víta. Kazatelnu zdobí figurální reliéfy. Uvnitř kostela se nachází čtrnáct náhrobníků, z nichž nejstarší je z roku 1577.